# Rogue (Computerspiel)
Rogue [ɹəʊg] ist ein 1980 veröffentlichtes und an der Universität von Berkeley, Kalifornien, entwickeltes rundenbasiertes Computer-Rollenspiel mit ASCII-Grafik.

## Spielprinzip
Das Spiel wurde zum Urvater seines eigenen Genres, den sogenannten Rogue-likes. Es existieren etliche Weiterentwicklungen auf vielen Betriebssystemen. Die zur damaligen Zeit technisch bedingte Umsetzung erwies sich als ideale Form zur Programmierung von nicht kommerziellen Computer-Rollenspielen. Es gibt zahlreiche Freeware-Varianten, die meisten Portierungen sind allerdings nicht frei.
Es gab bereits Vorläufervarianten, wie etwa das Spiel Dungeon, das für den PET 4032 schon 1979 Teil des Tape-Magazins Cursor, Ausgabe 15, war.
Der Spieler hat den Auftrag, das Amulett von Yendor aus einem von Monstern bevölkerten Verlies zu bergen. Um dies zu erleichtern, findet er in den verschiedenen Ebenen des Verlieses eine Vielzahl von Waffen, Zaubertränken, -stäben und -sprüchen, magischen Ringen, Rüstungen sowie Verpflegung und Gold. Mit dem nötigen Glück, die richtigen Gegenstände zu finden, und einer guten Taktik, die in diesem Spiel eine immens große Rolle spielt, kann er auch gegen die sehr starken Monster in den späteren Levels bestehen.
Den Reiz des extrem simpel aufgebauten Spiels, das als schneller Pausenfüller gedacht war, der ohne langwieriges Studium einer Anleitung spielbar ist, liegt darin, dass jede Partie vollkommen neu generiert wird. Dadurch sind Wiederholungen ausgeschlossen und der Spieler weiß nie, was ihn genau erwartet.

## Rezeption
Rogue erinnere sehr stark an Hack, böte jedoch nicht dessen Abwechslungsreichtum.
GameStar nannte Rogue 2019 auf Platz 98 der 100 besten PC-Rollenspiele. Es gilt als wegweisendes Rollenspiel, das viele andere Titel inspirierte und mit den Rogue-likes ein eigenes Subgenre nach sich zog.